# Bar-Ilan Universiteit
De Bar-Ilan Universiteit (Hebreeuws: אוניברסיטת בר-אילן - Universitat Bar-Ilan, Engels: Bar-Ilan University, afgekort BIU) is een universiteit in Ramat Gan (Israël). De universiteit is opgericht in 1955 en is tegenwoordig de op een na belangrijkste academische instelling in Israël. De universiteit heeft ongeveer 32.000 studenten en een staf van 1350 personen. De universiteit heeft zes faculteiten: exacte wetenschap, levenswetenschappen, sociale wetenschappen, geesteswetenschappen, judaïstiek en rechtsgeleerdheid. Ook worden er interdisciplinaire studies aangeboden. De universiteit ziet het als haar missie nauwe verbanden te leggen tussen de joodse traditie en wetenschap op hoog niveau.

## Geschiedenis
De Bar-Ilan Universiteit is genoemd naar rabbi Meir Bar-Ilan, een zionistisch leider die aan het begin van de jaren 50 van de twintigste eeuw de aanzet gaf voor de oprichting van de universiteit. Hoewel hij was opgeleid aan orthodoxe seminaries in Berlijn, had hij de overtuiging dat een academische instelling niet alleen Thorastudie moest aanbieden, maar ook seculiere academische studies.
De oprichters van de universiteit beoogden studenten op te leiden die goed waren in hun vak en tevens toegewijd aan de joodse traditie en de zionistische ideologie. In 1965 waren alle professoren en hoogleraren en de meeste studenten belijdende joden. Yosef Burg, een van de prominente leiders van het zionisme waarschuwde dat het toelaten van te veel seculiere staf en studenten tot vervlakking zou leiden. Tegenwoordig omvat de studentenpopulatie ook veel niet-gelovige Joden, alsmede niet-Joodse studenten waaronder ook studenten van Arabische komaf. Ook de verplichting voor mannelijke studenten om het hoofd te bedekken, is inmiddels afgeschaft. Om af te studeren zijn nog steeds zeven modules in judaïstiek vereist. Hoewel de universiteit een voorkeursbeleid heeft voor belijdende joden bij het aanstellen van professoren en hoogleraren, maken inmiddels ook veel niet-gelovigen deel uit van de academische staf.
Bar-Ilan faciliteert een kollel voor mannen en een midrasha voor vrouwen. De kollel biedt een traditionele jesjivaopleiding, met de nadruk op Talmoedstudie. De midrasha biedt modules aan op het gebied van Thora en Joodse filosofie. De studieprogramma's staan open voor alle studenten en worden zonder kosten aangeboden.
Na de moord op Yitzchak Rabin op 4 november 1995, gepleegd door Yigal Amir, die studeerde aan Bar-Ilan, werd de universiteit er in de publieke opinie van beschuldigd een broeinest van politiek extremisme te zijn. De universiteit reageerde op de beschuldigingen door de dialoog tussen rechts- en linksgeoriënteerde studenten te organiseren en aan te moedigen.
In het laatste decennium is Bar-Ilan snel gegroeid. Verschillende nieuwe gebouwen verrezen aan de noordzijde van de campus en nieuwe onderzoekscentra zijn opgericht, waaronder een interdisciplinair centrum voor hersenonderzoek en een centrum voor nanotechnologie. De opgravingen in Tel es-Safi/Gat worden uitgevoerd onder toezicht van de Bar-Ilanuniversiteit en staan onder leiding van professor Aren Maeir.